# Las chicas de la lencería
Las chicas de la lencería (en alemán, Die Herbstzeitlosen) es una película tragicómica suiza de 2006 dirigida por Bettina Oberli. La película está basada en un guion compartido por Oberli y la autora Sabine Pochhammer y trata sobre Martha, la dueña de una tienda del pueblo de Truber que, tras la muerte de su marido, decide abrir una boutique de lencería con el apoyo de sus amigas. Stephanie Glaser asumió el papel principal. Otros papeles incluyen a Heidi Maria Glössner, Annemarie Düringer y Monica Gubser.
La película, coproducida por la televisión suiza, se estrenó en Suiza el 5 de octubre de 2006 y, con casi 590.000 visitantes, se convirtió en la producción más exitosa del año. La película se ubica detrás de Die Schweizermacher (1978) de Rolf Lyssy y antes de Ready, ready, Charlie! de Mike Eschmann. (2003) en segundo lugar en la mejor lista de todos los tiempos del cine suizo.

## Argumento
Con la muerte de su esposo Hans (1921-2005) hace 9 meses, Martha, de 80 años, perdió su entusiasmo por la vida y le gustaría seguirlo en el más allá. El juego de jass con amigos tampoco es lo que era. La tienda de su pueblo en Trub en el Emmental suizo está inactiva y su hijo Walter, el sacerdote del pueblo, quiere usar las instalaciones para su grupo de estudio bíblico.
Cuando él le sugiere que abandone la tienda y empiece algo nuevo, casualmente, mientras compra en Berna con su animada y optimista amiga Lisi, decide cumplir su sueño de toda la vida en su vejez: una boutique de lencería.
La tienda general gris se convierte en una encantadora boutique de lencería. Sin embargo, la gente se opone a esto en el pueblo y la resistencia se extiende rápidamente entre los residentes. Su propio hijo, como el alcalde conservador del ficticio partido tradicional LLP, Fritz Bieri, hijo de Hanni, la novia de Martha, opone la supuesta tentación al pecado a través de la lencería.
Las otras amigas de Martha, además de Lisi, Frieda y Hanni, no están del todo convencidas de que la boutique de lencería pueda ser un éxito. Con la ayuda de varias personas, incluidas las de los cursos de computación y bordado en la casa de retiro, Martha inicia una exitosa tienda web para su lencería con motivos de trajes tradicionales bordados. Sus amigos están infectados con su energía. Hanni toma el examen de conducir, que su esposo Ernst se negó a hacer por razones económicas, para no tener que ir a una casa de retiro, Frieda aprende a usar la computadora e Internet. Cada vez que Walter o Fritz conspiran contra ella para obligarla a abandonar la tienda, ella solo saca nuevas fuerzas de ello.
Pero entonces Lisi muere repentinamente de un infarto en su cocina. Siempre se había jactado de que ya había estado en Estados Unidos, pero Walter lo había expuesto como una mentira en una intriga poco antes de su muerte. Por el bien de Lisi, los tres amigos se prometen en su tumba que seguirán con sus respectivos planes. La resistencia del hijo se rompe cuando Martha se da cuenta de que está teniendo una aventura con la hija de Lisi, Shirley.
Durante un festival de canciones en un prado, Fritz y Martha tienen una discusión directa. Los asistentes al festival quedan cautivados por las ideas de Martha, incluida una presentación espontánea de su lencería por parte de la hija de Fritz y su amiga. Un pequeño puesto con su lencería está rodeado de muchas mujeres.
Walter, que finalmente le había dicho la verdad a su esposa Vreni, se recompone y es capaz de convencer a los cantantes locales de que muestren la bandera moderna cosida por su madre en lugar de la vieja y desgastada bandera tradicional.

## Reparto
- Stephanie Glaser como Martha Jost
- Annemarie Düringer como Frieda Eggenschwyler
- Mónica Gubser como Hanni Bieri
- Heidi María Glossner como Lisi Bigler
- Hanspeter Müller-Drossaart como Walter Jost
- Manfredo Liechticomo Fritz Bieri
- Peter Wyssbrod como Ernst Bieri
- Monika Niggeler como Shirley Bigler
- Walter Ruch como Sr. Loosli
- Matthias Fankhauser como Director Brunner
- Lilian Naef como Vreni Jost
- Alice Brungger como Lotte
- Andreas Matti como Instructor de manejo Fankhauser
- Urs Bihler como Vendedor de telas en Berna

## Recepción

### Crítica
- Gernot Gricksch de tvDIGITAL escribió que esta es la respuesta suiza a la película Las chicas del calendario (2003); Una comedia bien interpretada con mucho ingenio y encanto.

- La enciclopedia del cine internacional decía: Una comedia dialectal que reafirma la vida, protagonizada por varios veteranos suizos, que elude hábilmente las cifras y la dramaturgia rimbombante tipo grabado en madera de la película patria habitual y se convierte en una encantadora súplica de dignidad y alegría de vivir en vejez.

- Alexandra Seitz del Berliner Zeitung escribió: La producción de Oberli puede, como un teatro campesino inofensivo, hacer uso de los prejuicios comunes sobre el supuesto atraso de la población rural y hacer algunas bromas a su costa. Sin embargo, en esencia, su historia del nublado verano indio choca con un hecho poco halagador y mucho más general: la relación perturbada entre las generaciones y la privación de derechos y la represión de los ancianos.[2]

- Meike Stolp explicó en critic.de: No se trata de que Oberli convierta a sus damas en abuelitas rockeras que luchan para salir de la comunidad y alcanzar la supuesta libertad. Martha, Lisi, Hanni y Frieda se sienten cómodas en Trub, solo luchan por la libertad dentro de esta comunidad. Asimismo, Oberli prescinde del chiste trillado en detrimento de los niños reaccionarios Martha y Hannis. También tienen motivos para sus acciones y estos también se transmiten al espectador. A diferencia de AUTUMN TIMELESS de Beeban Kidron, Bettina Oberli no se basa únicamente en sus carismáticas actrices.[3]

### Éxito
Las chicas de la lencería se estrenó en agosto de 2006 en la Piazza Grande en el Festival de Cine de Locarno, donde la película recibió una ovación de pie después de la proyección. La actriz Stephanie Glaser, quien asumió su primer papel protagónico en la producción, recibió un leopardo especial por el trabajo de su vida como parte del festival.
Después de su estreno, la película, que fue coproducida por la televisión suiza, se convirtió en la película de cine suizo más exitosa de 2006. A finales de 2011, la película estaba detrás de Die Schweizermacher (1978) de Rolf Lyssy y Achtung, fertig, Charlie!, de Mike Eschmann, con casi 559.000 espectadores, ocupando el tercer lugar en la lista de todos los tiempos de los mejores de Suiza. En Alemania y Austria, la producción fue vista por más de 250.000 personas.
En septiembre de 2007, la Oficina Federal de Cultura (BAK) presentó la película a la Academia de Artes y Ciencias Cinematográficas de Los Ángeles en la categoría de Mejor Película en Lengua Extranjera para la 80.ª edición de los Premios Óscar, por recomendación de su grupo de expertos. Sin embargo, la película de Oberli no pudo ubicarse entre las cinco obras nominadas.
La película se estrenó en SF 1 Free TV el 14 de octubre de 2007. Llegó a una audiencia de 1,34 millones, lo que corresponde a una cuota de mercado superior a la media de más del 45 %, el mayor número de espectadores que SF 1 podría medir jamás para un largometraje. Debido a este éxito y a un índice de audiencia de 5,83, Las chicas de la lencería recibió el premio del público SF Schweizer Film mit Bluewin en Zúrich en enero del año siguiente.
En noviembre de 2012, tras una encuesta representativa de 30 sugerencias, la producción fue votada como la "película suiza más inolvidable" en el programa de los sábados por la noche de la televisión suiza Gipfelstürmer, por delante de Mein Name ist Eugen (2005) y Die Schweizermacher (1978).

## Reconocimientos
- En la 33ª edición del Prix Walo el 22 de abril de 2007, la película ganó en la categoría de producciones cinematográficas.
- "Premio del público SF Swiss Film with Bluewin" el 17 de enero de 2008 gracias a la mejor calificación de audiencia (5,83) y el mayor número de espectadores en el estreno televisivo gratuito (1.339.700)
- "Mejor Película" y "Mejor Actriz" (Annemarie Düringer) en el Festival de Cine Cinéma Tout Ecran Ginebra del 2006